# Paredes Secas
Paredes Secas ist ein Ort und eine ehemalige Gemeinde im Norden Portugals.
Paredes Secas gehört zum Kreis Amares im Distrikt Braga. Die Gemeinde hatte eine Fläche von 1,76 km² und 166 Einwohner (Stand 30. Juni 2011).
Am 29. September 2013 wurden die Gemeinden Paredes Secas, Vilela und Seramil zur neuen Gemeinde União das Freguesias de Vilela, Seramil e Paredes Secas zusammengefasst.